# 오리엔트정공
오리엔트정공(Orient Precision Industries)은 대한민국의 자동차 부품 업체이다.

## 개요
이재명 민주당 대표가 과거 계열사인 오리엔트시계에서 근무한 이력이 있고 2017년 제19대 대통령 선거 출마 선언도 오리엔트시계 공장에서 하여 이재명 테마주로 여겨지고 있다.

### 내용주
1. ↑  유사한 이름의 오리엔탈정공과 다른 회사이다.